# Jane Berbié
Jane Berbié (Villefranche-de-Lauragais, 6 de maio de 1931) é uma meio-soprano francesa, particularmente associada a obras de Rossini e Mozart.

## Biografia
Berbié (Jeanne Bergougne) nasceu em Villefranche-de-Lauragais, Alto Garona, França, e estudou piano e canto no conservatório de Toulouse. Fez sua estreia profissional no Teatro do Capitólio de Toulouse em 1954 como Nicklause em Os contos de Hoffman. Cantou na França como mezzo com repertório francês, como Siebel em Fausto, Urbain em Os Huguenotes, Mignon e Carmen, entre outras. Fez sua estreia na Ópera Nacional de Paris em 1959, como Concepción em A Hora espanhola e, no mesmo ano, apresentou-se no Festival de Aix-en-Provence.
Berbié também atuou no La Scala de Milão, no Royal Opera House de Londres, e em festivais como o Festival de Glyndebourne e o Festival de Salzburgo. Em 1965, apareceu na produção de Lucrezia Borgia no Carnegie Hall em Nova Iorque, ao lado de Montserrat Caballé e Alain Vanzo.
Berbié foi apreciada em papéis de óperas como As bodas de Fígaro, Don Giovanni, Così fan tutte, O barbeiro de Sevilha, A Cinderela, A italiana em Argel, A dama do lago, entre outras.
De 1983 até a década de 1990, foi professora do Conservatório Nacional de Paris.

## Fonte
- Roland Mancini and Jean-Jacques Rouveroux, (orig. H. Rosenthal and J. Warrack, French edition), Guide de l’opéra, Les indispensables de la musique (Fayard, 1995).